# Folha da Manhã
Folha da Manhã foi um jornal brasileiro da cidade de São Paulo fundado em 1925, pertencente à empresa conhecida atualmente como Grupo Folha (à época Empresa Folha da Noite Ltda) como jornal matutino que se contrapunha ao outro jornal vespertino que lhe precedeu.

## Histórico
Com o sucesso do lançamento do jornal Folha da Noite em 1921, os jornalistas egressos da redação de O Estado de São Paulo Olival Costa, Pedro Cunha, Léo Vaz, Mariano Costa, Antonio dos Santos Figueiredo e Artêmio Figueiredo passaram, em 1925, a publicar a versão matutina que, ao contrário do primeiro periódico que trazia uma linguagem em que as notícias eram mais privilegiadas, em detrimento dos artigos assinados; a nova publicação, contudo, trazia uma linguagem mais tradicional e tinha por fim concorrer com o "Estadão".
Apesar de seus proprietários apregoarem que não possuíam qualquer ligação política, em 1929 a Folha da Manhã ostensivamente apoiou a candidatura de Júlio Prestes à presidência, fazendo com que, em outubro do ano seguinte, com a vitória da Revolução de 1930, sua tipografia fosse empastelada.
Com isto a editora foi vendida ao rico fazendeiro de café Octaviano Alves
de Lima, voltando a circular em janeiro do ano seguinte; o novo proprietário deu então uma nova diretriz à publicação, com artigos a divulgar as cotações do café e críticas à industrialização, voltando-se assim para as elites agrárias como público-alvo, além de abrir sucursais em cidades interioranas do estado.
Em 1945, voltando o país ao estado democrático com o fim do Estado Novo, novamente a empresa foi vendida e teve por novos donos José Nabantino Ramos, Clóvis Queiroga e Alcides Meirelles que criaram um novo jornal chamado Folha da Tarde em 1949.
As publicações do grupo, sob direção de José Nabantino, foram modernizadas e em 1953 foi adquirida a sede própria; em 1 de janeiro de 1960 ele unificou as três "Folhas", extinguindo-as, dando início ao novo jornal, a Folha de S.Paulo.